# Grădina Botanică „Alexandru Buia” din Craiova
Grădina Botanică „Alexandru Buia” din Craiova (în română: Grădina Botanică din Craiova), este o organizație științifică în care exemplarele de plante sunt colectate din diferite regiuni ale țării și păstrate ca material de referință, dar și ca material de studiu pentru studenții Universității din Craiova. Grădina ocupă o suprafață mare în centrul orașului Craiova, România, acoperind o zonă delimitată de străzile Constantin Lecca (Comuna din Paris) - Obedeanu - Poporului - Renașterii - Calea Severinului (N. Titulescu) - Iancu Jianu, la o altitudine de aproximativ 99 m. De asemenea, este denumit un parc local pentru cetățenii Craiovei și o destinație turistică din oraș.

## Istoric
Grădina Botanică din Craiova a fost fondată în 1952 la inițiativa și sub îndrumarea prof. Univ. Alexandru Buia (1911–1964). Totul a început când pe 29 august 1952 parcul „7 noiembrie - Fântâna Jianu” (terenul) a fost repartizat Institutului Agronomic din Craiova (astăzi parte a Universității din Craiova) pentru a începe crearea viitoarei Grădini Botanice.
Scopul inițial a fost de a oferi studenților Facultății de profil (agronomie și horticultură) materiale de instruire după cum este necesar, în special pentru nou-creat Institutul Agronomic din Craiova (1948). Pe lângă extinderea bazei științifice pentru cercetători și profesori, a avut ca scop, de asemenea, să permită vizitatorilor să intre în contact cu variabilitatea ridicată a lumii plantelor.
La 13 martie 2002, Senatul Colegiului Universității din Craiova a aprobat decizia de a numi Grădina Botanică „Alexandru Buia” ca semn de apreciere pentru prof. Univ. Buia, toate acestea în timpul sărbătoririi a 50 de ani de la înființare.

## Galerie

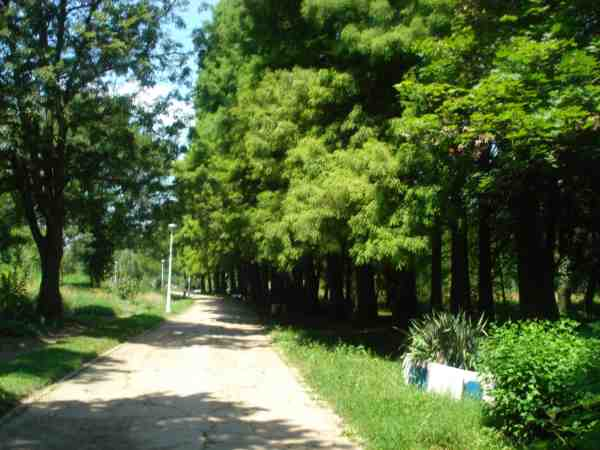
Taxodium distichum
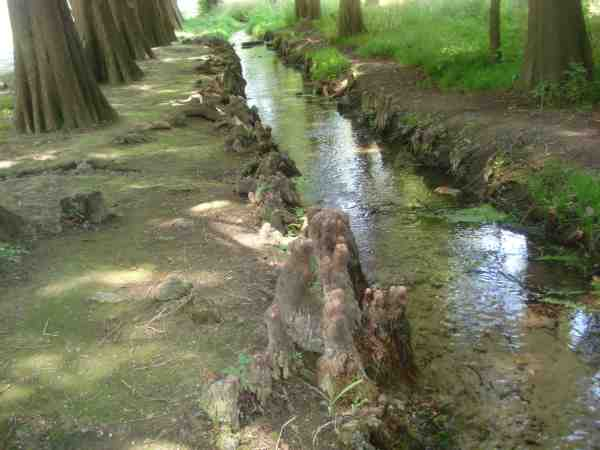
Taxodium distichum
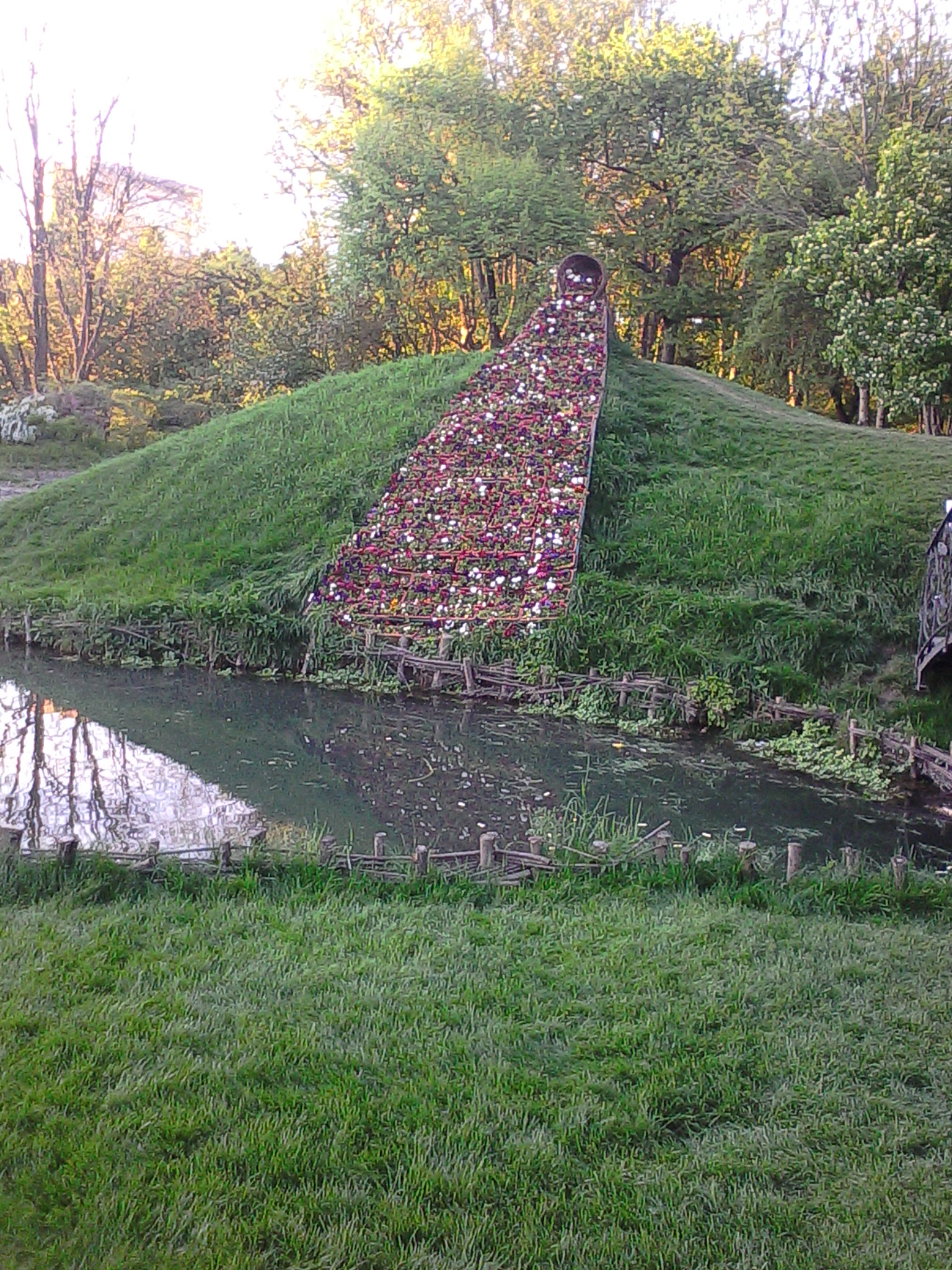
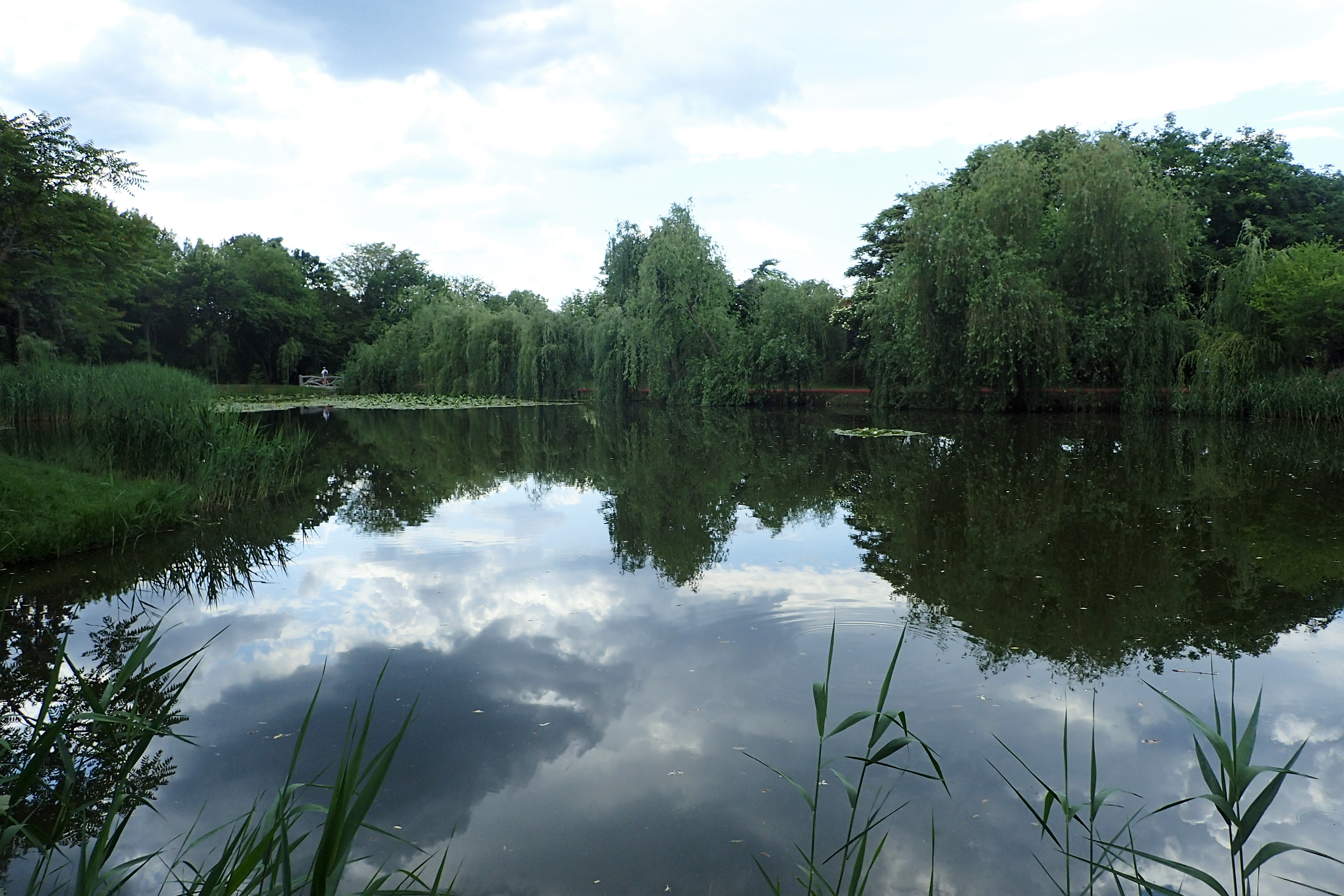
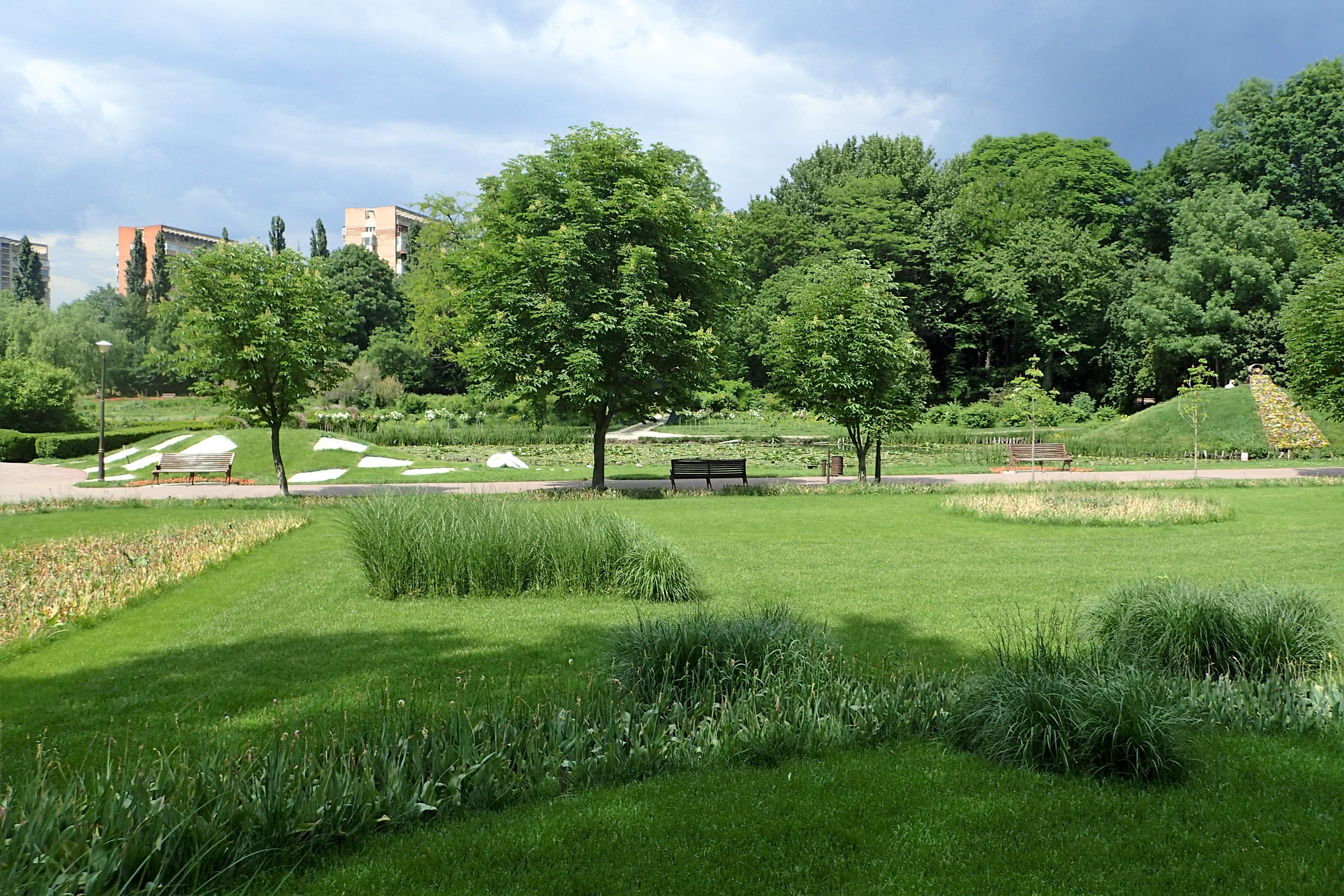